# 西关街道 (安阳市)
西关街道，是中华人民共和国河南省安陽市文峰区下辖的一个乡镇级行政单位。

## 行政区划
西关街道下辖以下地区：
红旗渠社区、安运社区、桥北社区和紫竹花园社区。